# جورج هنتر (سائق سباق)
جورج هنتر (بالإنجليزية: George Hunter)‏ هو سائق سباق بريطاني، ولد في 30 يناير 1939 في Ladybank ‏ في المملكة المتحدة، وتوفي في 11 مايو 1999.